# Нижегородский острог
Нижегородский острог — бывшая тюрьма в историческом центре Нижнего Новгорода. Острог представляет собой комплекс из тюрьмы и административного здания. Построен в виде прямоугольника с четырьмя башнями по углам. Вся территория обнесена кирпичной стеной. В настоящее время используется как музей. Расположен по адресу: Нижний Новгород, пл. Свободы, 2а.

## История
Строительство главного корпуса острога началось в 1820 году и было закончено в 1823 году. Остальные сооружения были закончены в 1824 году. Главный корпус постоянно перестраивался. С ростом революционных настроений среди горожан в острог попадало всё большее количество осуждённых. До 1914 года здесь содержались преступники, осуждённые нижегородскими судами, и те, кто следовал по этапу в Сибирь. Затем был построен дополнительный карцер и убраны дворы для прогулок. В 1914 году тюрьму пришлось закрыть, как не соответствующую минимальным условиям для таких заведений. Во время Первой мировой войны острог использовался как тюрьма для военнопленных. После революции помещения острога использовались под склады, после чего были переданы аптечному управлению. Во время Великой Отечественной войны в здании острога располагался эвакуационный госпиталь.
В 1981 году бывший тюремный корпус острога был передан Нижегородскому государственному историко-архитектурному музею-заповеднику для размещения экспозиции.
После распада Советского Союза здание долгое время продолжало выполнять функции музея. В 2008—2014 годах острог был на реставрации, после которой здания были отданы под офис Агентства по управлению и использованию памятников истории и культуры по Приволжскому федеральному округу. С февраля 2017 года по Нижегородскому острогу проводятся экскурсии. Музейной экспозиции внутри нет, на экскурсию необходимо предварительно записаться.

### Музей
Для осмотра открыты: камера-одиночка, общая камера, тюремная церковь и карцер. На экскурсии рассказывается об условиях тюремного заключения в царской России и о судьбах известных заключённых Нижегородского острога — Владимира Короленко, Максима Горького, Якова Свердлова, Петра Заломова, Николая Семашко, Александра Пискунова и Платона Лебедева-Керженцева.